# 2020年美國電影學會獎
2020年美國電影學會獎（英語：American Film Institute Awards 2020）為表彰2020年年度最佳前10大電影與電視劇。2021年1月25日宣布得獎名單，並於2021年2月26日舉行頒獎典禮。

## 10大電影
- 《誓血五人組》
- 《猶大與黑色彌賽亞》
- 《藍調天后》
- 《曼克》
- 《夢想之地》
- 《无依之地》
- 《邁阿密的一夜》
- 《靈魂奇遇記》
- 《金屬之聲》
- 《芝加哥七人案：驚世審判》

### AFI特別獎
- 《漢密爾頓》

## 10大影集
- 《絕命律師》
- 《柏捷頓家族：名門韻事》
- 《王冠》
- 《上帝之鳥 (電視劇)》
- 《逃出絕命村》
- 《曼達洛人》
- 《美國夫人》
- 《翼棄兵》
- 《泰德拉索：錯棚教練趣事多》
- 《离经叛道》

## 外部連結
- 官方网站（英文）